# Шебекинский историко-художественный музей
Шебекинский историко-художественный музей — муниципальный музей в городе Шебекино, открытый 6 ноября 1986 года.

## Описание
Решение о создании городского музея исполком Шебекинского Совета народных депутатов принял 14 сентября 1984 года. Инициатором его открытия стал Николай Яковлевич Мальцев, работавший в те годы председателем районного Общества охраны памятников истории и культуры. 6 ноября 1986 года в небольшом здании по ул. Московской, а 21 ноября открылся выставочный зал. Первыми его экспонатами стали картины, подаренные городу Шебекино супругами Выродовыми, долгие годы коллекционировавших произведения живописи и графики русских художников, Иван Яковлевич Выродов, полковник запаса, был уроженцем района, впоследствии ему было присвоено звание Почётный гражданин города Шебекино .
В 1987 году на базе выставочного зала был создан краеведческий музей.
В 1993 г. городские власти выделили музею новое здание по ул. Ленина, 93. В течение трех лет продолжались работы по ремонту и перепланировке здания, созданию научного и художественного проектов постоянной экспозиции. Научный проект экспозиции разработал старший научный сотрудник Э. Н. Поздняков, художественный — московский художник Н. М. Плахтеева. Монтаж экспозиции осуществляло предприятие «Культурная инициатива» при ГИМ, под руководством О. А. Соколовой.
Открытие новой экспозиции музея, который получил статус историко-художественного, состоялось 22 февраля 1996 года. Сейчас она состоит из пяти залов и отражает основные исторические события, происходившие на территории Шебекинского края с древнейших времен до современности.
Основной фонд музея насчитывает более 35 тысяч единиц хранения и считается одним из самых обширных на Белгородчине. По составу и наличию редких предметов особое место занимают коллекции живописи и графики, оружия, нумизматики, фалеристики, археологическая и этнографическая коллекции. Часть экспозиции посвящена истории города-крепости Нежегольск, ставшего впоследствии пригородом Шебекино.
Сотрудники Шебекинского музея ведут активную исследовательскую и поисковую работу. Её итогом становятся книжные издания, многочисленные публикации в научных сборниках и средствах массовой информации, доклады на региональных и международных конференциях в Белгороде, Харькове, Курске.
Большое внимание Шебекинский музей уделяет работе с подрастающим поколением. Интересные культурно-образовательные мероприятия, музейные уроки, пешеходные экскурсии пользуются успехом и всегда востребованы среди школьников и педагогов. Ежегодно музей посещает более 30 тысяч человек.
Доказательством высокой репутации учреждения, его востребованности и перспективности служат многочисленные награды. В их числе — почётные грамоты областного и районного управления культуры, губернаторская премия имени Героя Советского Союза Н. Ф. Ватутина за вклад в военно-патриотическое воспитание молодежи и премия Фонда регионального развития «Хранители Памяти», традиционные места в тройке лидеров в областном рейтинге муниципальных музеев Белгородчины. Шебекинский музей неоднократно заносился на районную Доску Почета, а директору учреждения Э. Н. Позднякову присвоено звание «Заслуженный работник культуры Российской Федерации».

## Постоянная экспозиция
Экспозиция музея состоит из пяти залов:
- Выставочный зал
- Зал № 2 (Древняя история края)
- Зал № 3 (История Шебекинского края в XVII—XIX вв.)
- Зал № 4 (История Шебекино: 1713—1941)
- Зал № 5 (Военная история)

Общая площадь залов — около 400 м².
Внешняя экспозиция включает в себя памятник истории XII века — половецкое каменное изваяние и Артиллерийский парк, представляющий образцы артиллерийского вооружения СССР.